# Mi-Fei

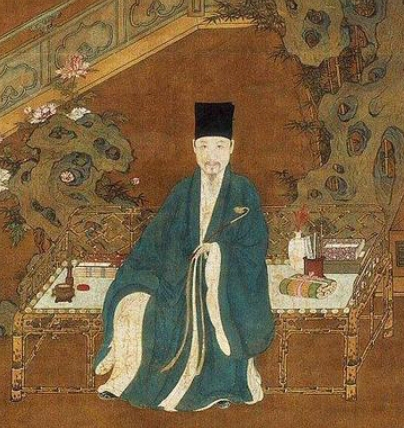
Retrato de Mi-Fei(1107) por Chao Buzhi.

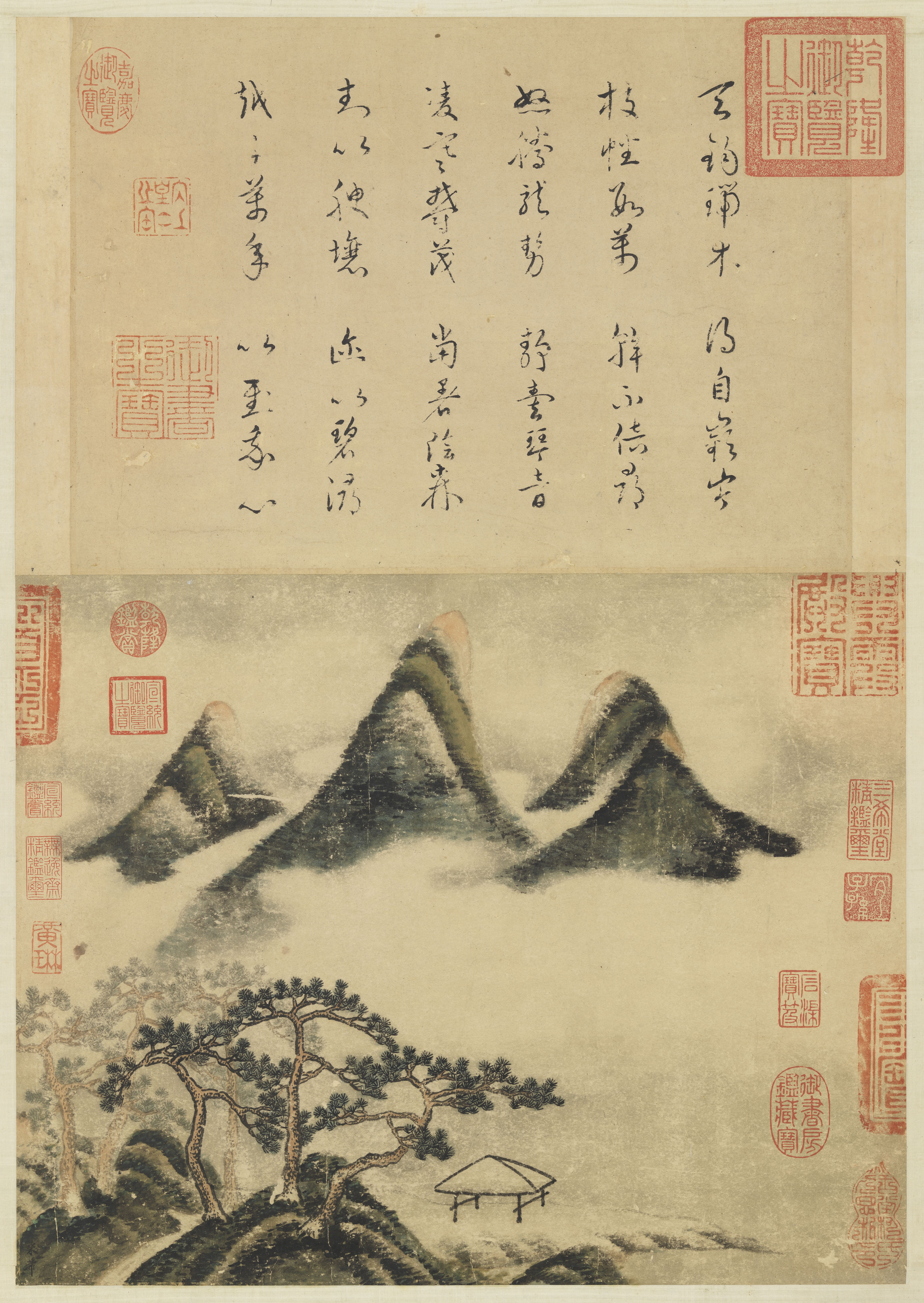
Montañas y pinos en primavera

Mi-Fei (1051-1107), también conocido como Mi Fu fue un pintor, poeta y funcionario público chino. Había nacido en Taiyuan, Shanxi durante la dinastía Song. En el ámbito de la pintura ganó reconocimiento por sus paisajes con neblina. Su particular estilo sería denominado «estilo Mi Fu» e incluía el uso de grandes manchas de tinta húmeda aplicada con un pincel chato. Su poesía estaba compuesta en estilo Li Bai, mientras que su caligrafía seguía el estilo de Wang Xizhi. Su estilo desinhibido hizo que no gozara de demasiada simpatía en la corte Song.
Su madre, camarera de la emperatriz (la mujer del emperador Renzong), le consiguió una colocación militar en Anhui. Pero la fama de su talento pictórico le valió ser nombrado pintor de cámara; más tarde fue secretario de la Junta de ritos y luego desempeñó cargos oficiales en diversas provincias, muriendo en una de ellas.
Como literato, su estilo era exagerado e incorrecto en alto grado, pero como pintor mereció justas alabanzas, especialmente por sus paisajes y figuras de hombres y animales.
Mi-Fei tenía la monomanía de la limpieza y se negaba a usar servilletas, platos o vasos que hubiesen servido en otra ocasión. Era grandemente excéntrico y sus rarezas le perjudicaron en su carrera oficial.
Escribió un Tratado de dibujo y algunas obras de amena literatura.